# Navaluenga
Navaluenga – gmina w Hiszpanii, w prowincji Ávila, w Kastylii i León, o powierzchni 73,53 km². W 2011 roku gmina liczyła 2152 mieszkańców.